# Пузоль-Минервуа
Пузо́ль-Минервуа́ (фр. Pouzols-Minervois) — коммуна во Франции, находится в регионе Лангедок — Руссильон. Департамент коммуны — Од. Входит в состав кантона Жинеста. Округ коммуны — Нарбонна.
Код INSEE коммуны — 11296.

## Население
Население коммуны на 2008 год составляло 369 человек.
| 1962 | 1968 | 1975 | 1982 | 1990 | 1999 | 2008 |
| ---- | ---- | ---- | ---- | ---- | ---- | ---- |
| 388  | 380  | 321  | 367  | 338  | 329  | 369  |

## Экономика
В 2007 году среди 220 человек в трудоспособном возрасте (15—64 лет) 138 были экономически активными, 82 — неактивными (показатель активности — 62,7 %, в 1999 году было 61,6 %). Из 138 активных работали 117 человек (67 мужчин и 50 женщин), безработных было 21 (9 мужчин и 12 женщин). Среди 82 неактивных 13 человек были учениками или студентами, 38 — пенсионерами, 31 были неактивными по другим причинам.

## Фотогалерея

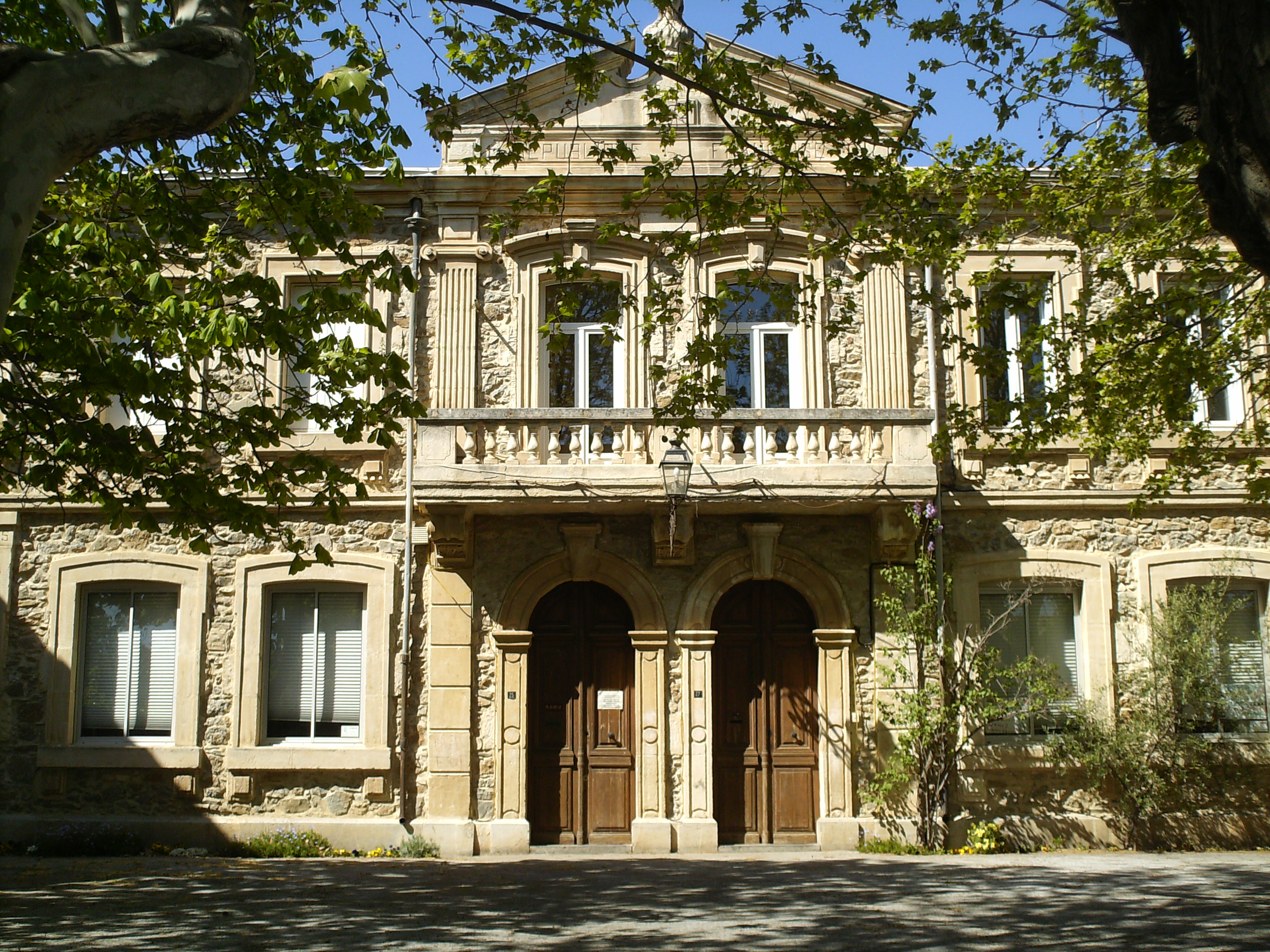
Мэрия
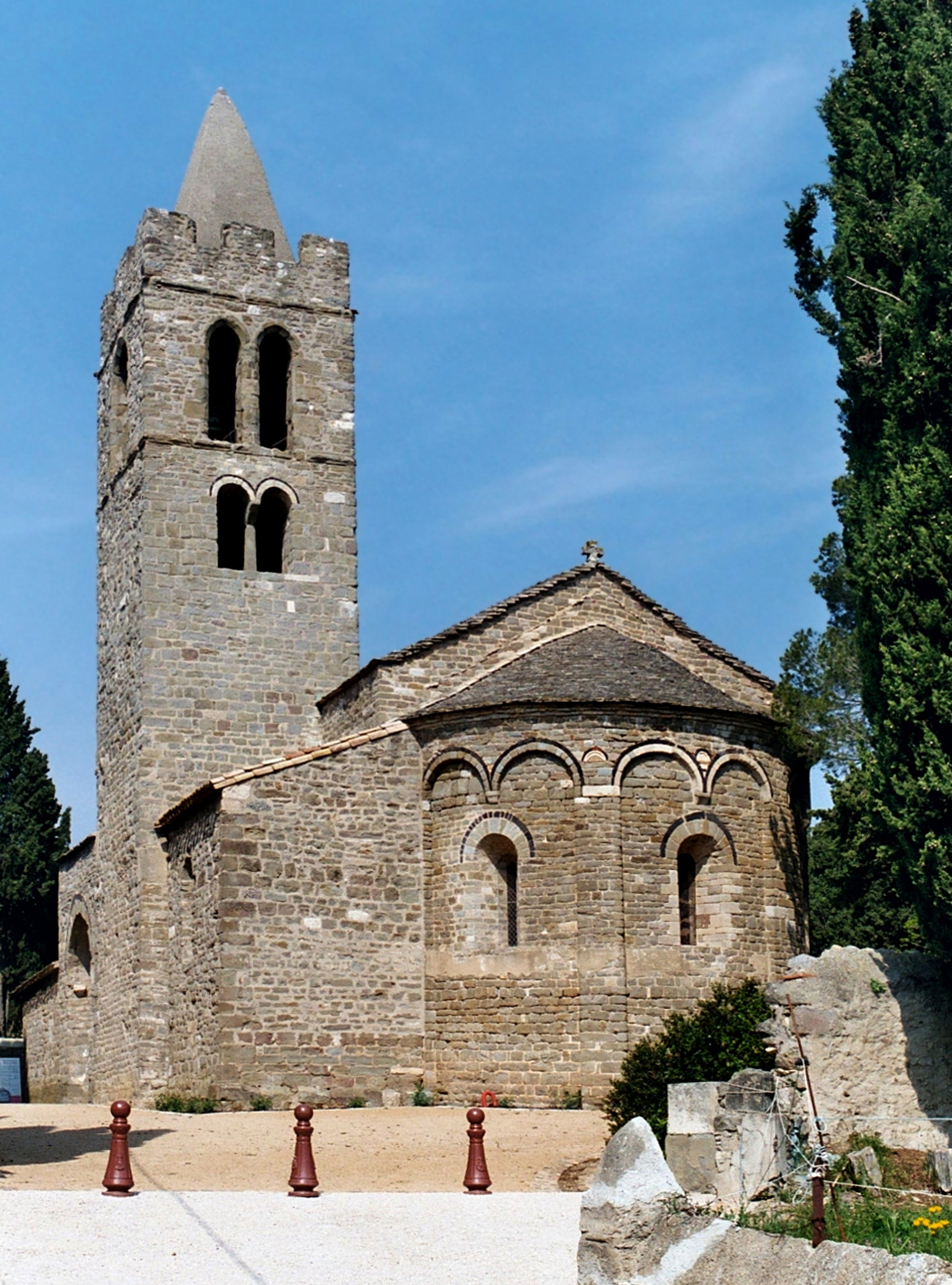
Церковь Сен-Сатюрнен
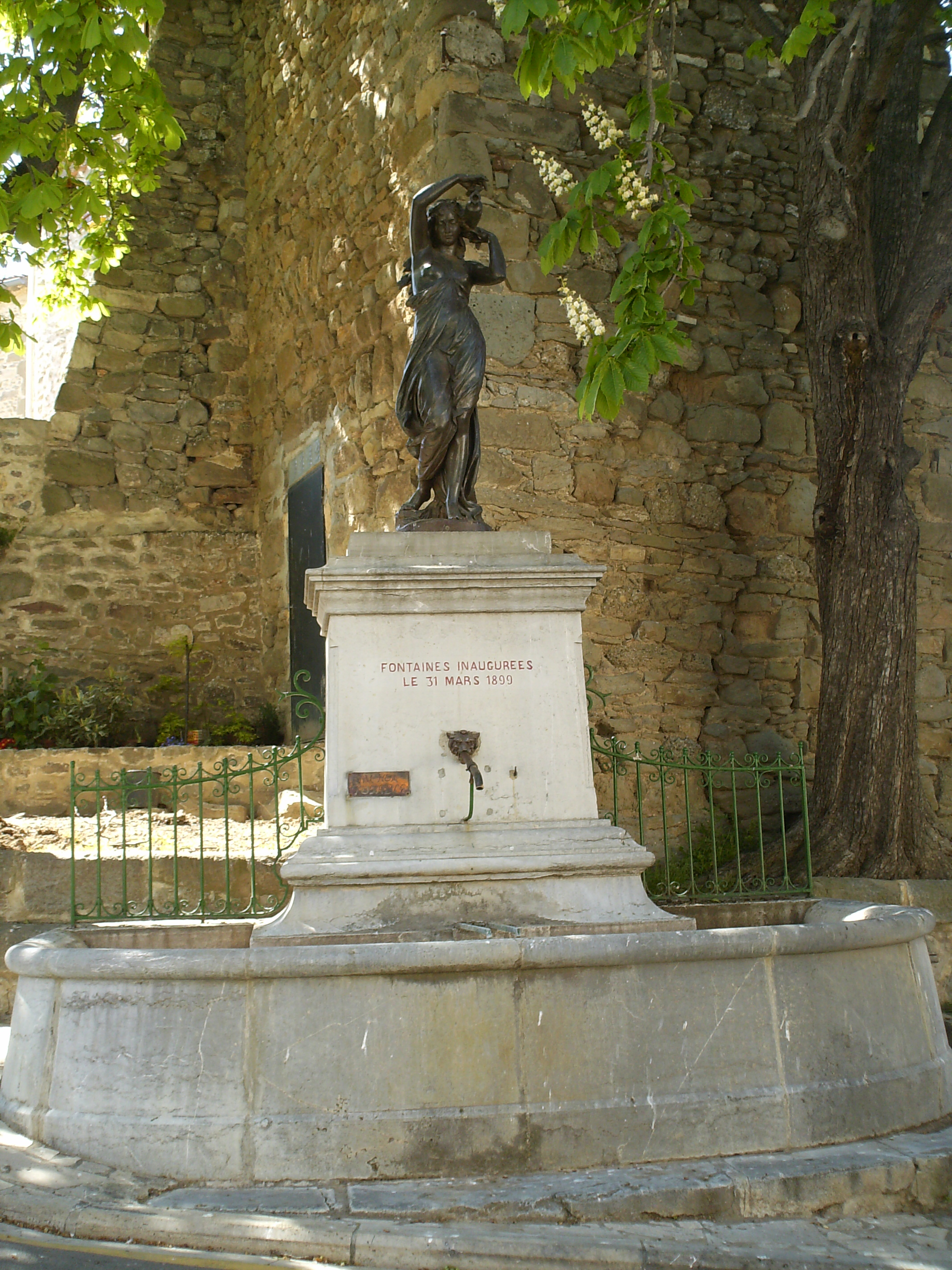
Фонтан